# Przedustek
Przedustek, anteklipeus (łac. anteclypeus) – przednia część nadustka niektórych owadów.
Anteklipeus wyróżnia się wtedy, gdy nadustek podzielony jest na dwie części poprzeczną bruzdą lub szwem.